# Khí than
Khí than là một nhiên liệu khí dễ cháy được tạo ra từ than và được cung cấp cho người dùng thông qua hệ thống đường ống phân phối. Nó được sản xuất khi than được đốt nóng mạnh trong điều kiện không có không khí. Khí thành thị là một thuật ngữ chung hơn đề cập đến nhiên liệu khí được sản xuất để bán cho người tiêu dùng và thành phố.
Khí than chứa nhiều loại nhiệt lượng bao gồm hydro, cacbon monoxit, metan, ethylene và hydrocarbon dễ bay hơi cùng với một lượng nhỏ không- các khí nhiệt lượng như carbon dioxide và nitơ.
Trước khi phát triển khí tự nhiên cung cấp và truyền tải trong những năm 1940 và 1950 tại Hoa Kỳ vào cuối những năm 1960 và 1970 tại Vương quốc Anh và Úc - Hầu như tất cả khí đốt cho nhiên liệu và ánh sáng được sản xuất từ than. Khí thị trấn được cung cấp cho các hộ gia đình thông qua các hệ thống đường ống phân phối thuộc sở hữu của thành phố.
Ban đầu được tạo ra như một sản phẩm phụ của quá trình than cốc, việc sử dụng nó được phát triển trong thế kỷ 19 và đầu thế kỷ 20 theo dõi cách mạng công nghiệp và đô thị hóa. Sản phẩm phụ từ quá trình sản xuất bao gồm than đá và amonia, là nguyên liệu hóa học quan trọng cho thuốc nhuộm và công nghiệp hóa học với nhiều loại thuốc nhuộm nhân tạo được sản xuất từ khí than và nhựa than. Các cơ sở nơi sản xuất khí thường được gọi là nhà máy khí sản xuất (MGP) hoặc gasworks.
Việc phát hiện trữ lượng lớn khí đốt tự nhiên ở Biển Bắc ngoài khơi bờ biển Anh năm 1965  led to the expensive conversion or replacement of most of the UK's gas cookers and gas heaters, except in Northern Ireland, from the late 1960s onwards.
Quá trình sản xuất từ đó được sử dụng để tạo ra một loạt các nhiên liệu khí được gọi là khí sản xuất, syngas, hygas, khí Dowson và khí sản xuất. Những khí này được tạo ra bằng cách đốt một phần của nhiều loại thức ăn dự trữ trong một số hỗn hợp không khí, oxy hoặc hơi nước, để giảm chất sau thành hydro và carbon dioxide mặc dù một số chưng cất phá hủy cũng có thể xảy ra.